# Mike Smith (basket-ball, 1963)
Pour les articles homonymes, voir Mike Smith (homonymie) et Smith.
Mikel « Mike » Smith Gibbs, né le 10 septembre 1963 à New York, est un ancien joueur américain naturalisé espagnol de basket-ball. Il évoluait au poste d'ailier.